# TYPE (polecenie)
TYPE – polecenie służące do wyświetlania zawartości jednego lub wielu plików tekstowych w konsoli.
Polecenie używane w systemiach Windows oraz w środowisku DOS, oraz MS-DOS.

## Przykłady użycia
Wyświetlenie zawartości pliku holiday.mar:
```
TYPE
 holiday.mar

```

Wyświetlenie zawartości długiego pliku holiday.mar ekran po ekranie z użyciem polecenia MORE:
```
TYPE
 holiday.mar 
|
 MORE

```